# Fecht (motorfiets)
Fecht is een Duits merk van trikes.
Duitse fabriek van ing. Dietrich Fecht die in 1981 al op de markt kwam met een op de Volkswagen Kever gebaseerde trike. Vooral in het land met een van de strengste keuringsinstanties (de TüV) is dat een compliment waard.